# 720p

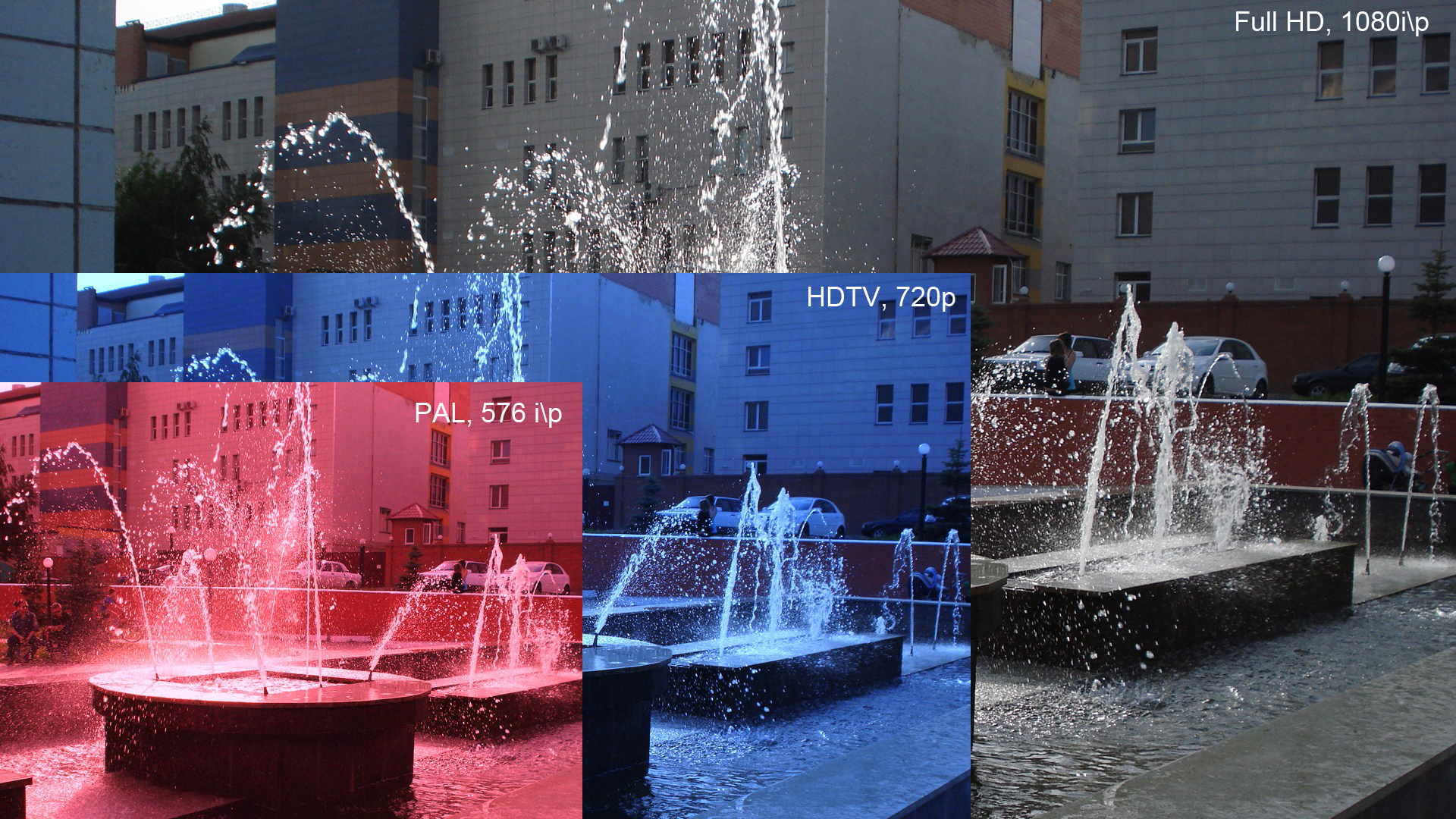
不同显示格式的区别

720p，一種視頻顯示格式。字母p意為逐行掃描（progressive scan），數字720則表示垂直方向有720條掃描線。
通常720p的畫面解像度為1280×720，一般亦可稱為高畫質（HD）。但有些情況下，如iPod Touch 4，其720P攝錄並不是指1280×720（16:9），而是960×720（4:3），故沒有註明是HD的720P攝錄並不是都指1280×720（16:9）。

## 制式
| 制式         | 总扫描线 | 图像区域扫描线 | 水平总象素 | 图像区域水平象素 | 采样频率 |
| 1080p / 60Hz | 1125     | 1080           | 2200       | 1920             | 148.5MHz |
| 1080p / 50Hz | 1125     | 1080           | 2640       | 1920             | 148.5MHz |
| 720p / 60Hz  | 750      | 720            | 1650       | 1280             | 74.25MHz |
| 720p / 50Hz  | 750      | 720            | 1980       | 1280             | 74.25MHz |

## 解釋
数字视频的基本概念源自于模拟视频。对于模拟视频我们可以这样理解：视频可以分解为若干个基本视点（像素），每个像素都有独立的色彩信息，在屏幕上依次将 这些点用电子枪按照行和列打出来，就形成了一幅完整画面，连续的打出画面，利用人眼的延迟特点就可以显示“动态”的图像。
模拟带宽：又称为“点时钟”，指每秒钟所扫描的图素个数，即单位时间内每条扫描线上显示的频点数总和，在模拟视频中以MHz为单位。例如，720P/60Hz的模拟带宽=1650*750*60=74.25MHz 含义为每个时钟要传输74.25M个模拟视频像素点。同理1080P60的点时钟为148.5MHz。但在数字视频中每个像素都是由3种不同的颜色来表示，每种颜色又由一定数量的比特来传输，因此通常会用bps来表示数字带宽，如果采用RGB传输，每种颜色用1个字节来输出，那么该视频的数字带宽为：Digital BandWidth= 模拟带宽*8bit*3=1.782Gbps 含义为每秒要传输1.782G个比特数据。
1. ↑  . www.afterdawn.com.   [2023-04-23]. （原始内容存档于2023-04-23）.